# 青木才次郎
青木 才次郎（あおき さいじろう、1880年（明治13年）12月21日 - 1954年（昭和29年）12月6日）は、日本の実業家、政治家。貴族院多額納税者議員。幼名・龍間。

## 経歴
茨城県西葛飾郡、のちの猿島郡五霞村（現五霞町）で、先代・青木才次郎の長男として生まれる。私立錦城中学校（現錦城学園高等学校）を経て、明治法律学校を修了した。1919年（大正8年）家督を相続し才次郎を襲名した。
青木組を組織して土木建築請負業を営み、茨城土木工業社長、水戸商工会議所議員などを務めた。
また、水戸市会議員、同参事会員、茨城県小作調停委員、同治水委員会委員、同耕地整理組合長などを歴任した。
1924年（大正13年）補欠選挙で貴族院多額納税者議員に互選され、同年5月3日に就任し1925年（大正14年）9月28日まで在任。さらに、1932年（昭和7年）にも互選され、同年9月29日から1939年（昭和14年）9月28日まで在任し、貴族院議員を通算2期務めた。在任中は交友倶楽部に所属した。